# درخشنده تاج‌سبز
درخشندهٔ تاج‌سبز (نام علمی: Heliodoxa jacula) نام یک گونه از سرده خورشیدرخشان‌ها است.